# Fanø
Fanø est une île de la mer du Nord appartenant au Danemark. Elle se situe près de la côte sud-ouest de la péninsule danoise du Jutland et est l'une des plus grandes des îles de la Frise du Nord.
Administrativement, elle appartient entièrement à la commune de Fanø, qui n'a pas fusionné lors de la réforme territoriale du 1er janvier 2007. Elle relève de la région du Danemark du Sud.

## Géographie

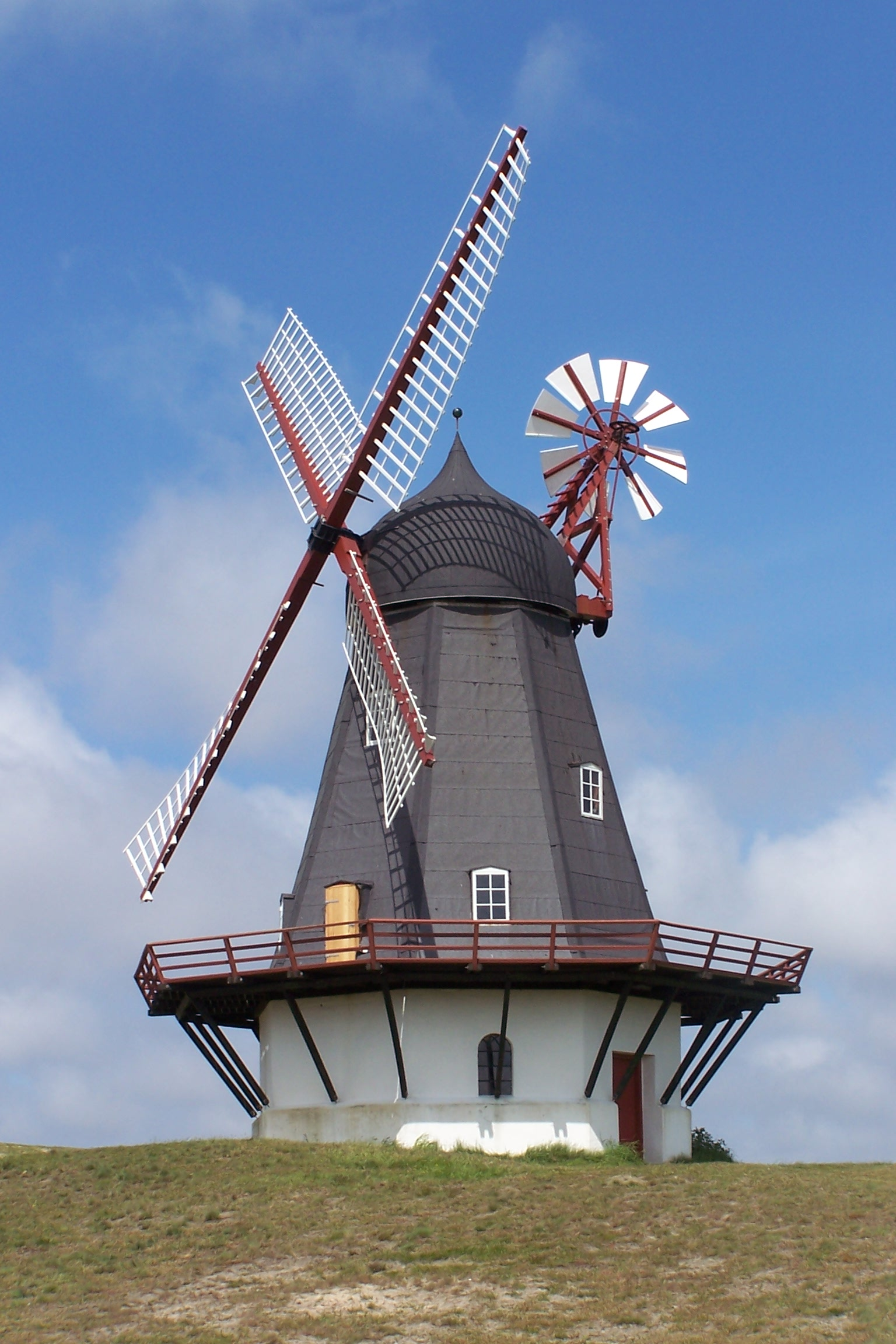
Moulins à vent à Fanø.

L'île de Fanø est la plus septentrionale des Îles des Wadden. L'île se situe entre l'île de Mandø et la péninsule de Skallingen. La superficie de l'île est d'environ 56 km2 et mesure 16 kilomètres de long et 5 kilomètres de large. L'île se situe à proximité de la ville côtière d'Esbjerg à laquelle elle est reliée par ferry en 12 minutes. La ville principale et le chef-lieu est Nordby. Les autres bourgs sont Sønderho, Fanø Vesterhavsbad et Rindby.
Une diversité d'environnements caractérise cette île. Sans surprise, le sable y est très commun. Le rivage occidental de l’île est constituée d’immenses plages et la mer, peu profonde du fait de bancs de sable notamment au nord-ouest de l'île (à Søren-Jessens-Sand). Fanø est marquée par des landes de bruyère et une petite forêt de pins.
L'économie de Fanø est fondée sur le tourisme tout au long de l’année, et le nombre de visiteurs estivants est d'environ 30 000 par an. Les attractions principales sont les plages de sable blanc, les passages d'oiseaux maritimes migrateurs et les deux villes portuaires marquées par leurs histoires maritimes et l'architecture vernaculaire composée de maisons recouvertes de chaume, toutes orientées sur un axe est-ouest.
Un des plus importants festivals mondiaux de cerf-volant se tient tous les ans sur la plage de Fanø au mois de juin.

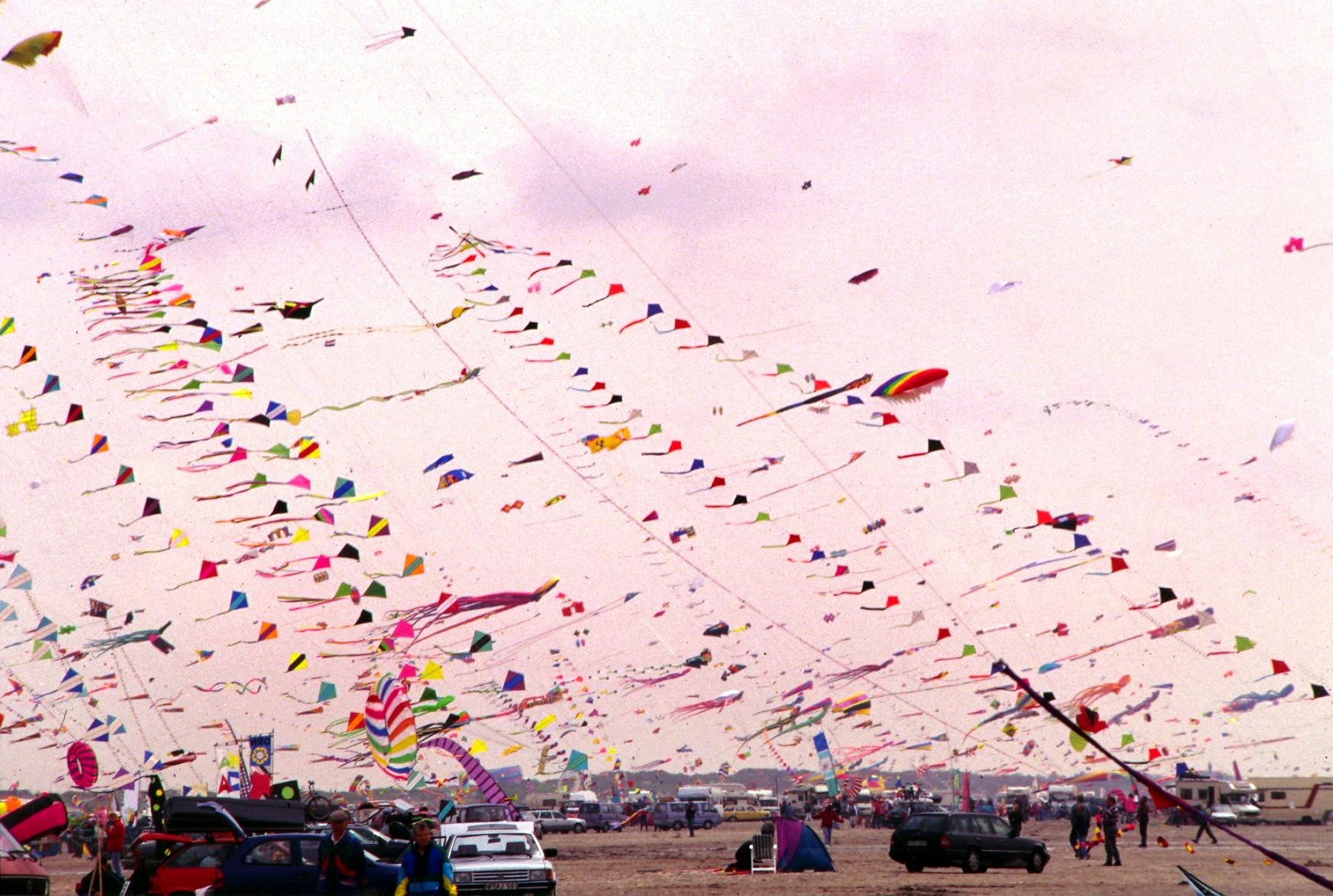
Festival de cerf-volant à Fanø.